# Nguyễn Tuấn Anh
Nguyễn Tuấn Anh (født 16. maj 1995) er en vietnamesisk fodboldspiller.

## Vietnams fodboldlandshold
| Vietnams landshold | Vietnams landshold | Vietnams landshold |
| År                 | Kmp                | Mål                |
| ------------------ | ------------------ | ------------------ |
| 2016               | 6                  | 1                  |
| 2017               |                    |                    |
| Total              | 6                  | 1                  |